# Rafael Prohens

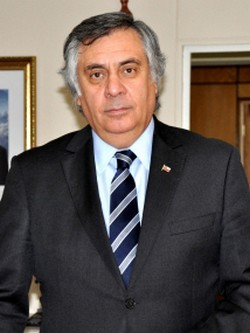
Rafael Prohens, 2018

Rafael Prohens Espinosa (* 12. Juni 1955 in Copiapó) ist ein chilenischer Unternehmer und Politiker, der der Partei Renovación Nacional angehört. Zwischen 2012 und 2014 war er Intendant der Región de Atacama, seit 2018 vertritt er die Region im Senat von Chile.

## Familie und Ausbildung
Prohens wurde als siebtes von insgesamt neun Kindern von Alfonso Prohens Arias und Berta Espinosa Ansieta geboren. Sein Vater war ein Förderer der lokalen Landwirtschaft und entwickelte neue technische Bewässerungsanlagen für den örtlichen Weinbau. Prohens hat zwei Töchter.
Er besuchte zunächst die Grundschule Escuela Superior No. 1 in Copiapó, ehe er auf das Colegio Hispano Americano in der Hauptstadt Santiago wechselte. Die Oberstufe absolvierte er bis 1973 am Colegio Excelsior. Nachdem er seinen Militärdienst abgeleistet hatte, kehrte er in die Región de Atacama zurück, um sich ebenso wie sein Vater dem Weinbau im Tal des Río Copiapó zu widmen.

## Politische Laufbahn
Prohens politische Laufbahn begann auf kommunaler Ebene, als er bei der ersten freien Kommunalwahl in Chile 1992 in der Kleinstadt Tierra Amarilla für den Gemeinderat kandidierte. Er trat für die Renovación Nacional an, die dem Mitte-Rechts-Bündnis Alianza por Chile angehörte. Er erhielt mit 21,99 Prozent den höchsten Stimmenanteil aller Kandidaten, was nach damaliger Gesetzgebung bedeutete, dass er nicht bloß in den Stadtrat einzog, sondern zudem das Amt des Bürgermeisters übernehmen würde. Er übte diese Tätigkeit bis 1996 aus. Danach wählten ihn die Vertreter des Stadtrates von Tierra Amarilla bis 2002 in den Regionalrat der Región de Atacama.
Bei der Kommunalwahl in Chile 2004 fanden Bürgermeister- und Gemeindevertreterwahlen erstmals in unterschiedlichen Wahlgängen statt. Er kandidierte für den Stadtrat von Copiapó und erreichte ein Mandat, das er bis 2008 innehatte.
Von 2002 bis 2010 war er Vorsitzender der Renovación Nacional in der Región de Atacama. In dieser Funktion war er bei den Präsidentschaftswahlen Präsidentschaftswahl 2005/2006 und 2009/2010 für den regionalen Wahlkampf seines Parteikollegen Sebastián Piñera verantwortlich. Dieser gewann die zweite Wahl und war ab 2010 Präsident von Chile. Nachdem die damalige Intendantin von Atacama, Ximena Matas, 2012 von ihrem Posten zurücktrat, ernannte der Präsident Prohens zu ihrem Nachfolger. Er blieb bis zum Ende von Piñeras Amtszeit im März 2014 auf dieser Stelle.
Prohens trat bei der Parlamentswahl in Chile 2017 als Kandidat für den Senat an. Er erreichte 18,5 Prozent der Stimmen, wodurch er neben Yasna Provoste eines der beiden Mandate der Atacamaregion erhielt. Seine Amtszeit begann im März 2018 und dauert bis 2026.